# One More Chance (песня The Notorious B.I.G.)
«One More Chance/Stay with Me (Remix)» — третий сингл американского рэпера The Notorious B.I.G. из его дебютного студийного альбома Ready To Die, выпущенный 6 июня 1995 года на лейбле Bad Boy Records.
Песня содержит то же самое мягкое звучание синтезатора 80-х и романтическую лирическую тему, как и предыдущий хит Бигги, «Big Poppa». В записи песни приняла участие жена исполнителя, R&B-певица Фэйт Эванс, и неупомянутая на сингле Мэри Джей Блайдж.
Сингл достиг 2 места в чарте Billboard Hot 100 и 1 места в чарте Hot R&B/Hip-Hop Songs и Hot Rap Singles. А также занял 34 место в чарте UK Singles Chart в Великобритании. Сингл был сертифицирован как «платиновый» 31 июля 1995 года.
В 1995 году «One More Chance/Stay with Me (Remix)» выиграл в категории «Рэп-сингл года» на церемонии Billboard Music Awards, а также победил в категории «R&B/Soul или рэп-песня года» на церемонии Soul Train Music Awards в 1996 году.
Песня была засемплирована более, чем 30 раз артистами различных жанров, и использовалась в телесериале Мартин в 1995 году.

## ВерсияReady to Die
Версия на альбоме Ready to Die была спродюсирована Шоном Комбсом и была записана при участии R&B-трио Total, а не Faith Evans. В песне используется семпл Grover Washington, Jr. «Hydra» и в припеве содержится интерполяция песни The Jackson 5 «I Want You Back». Лирика на альбомной версии отличается и более грубая в отличие от обоих ремиксов.
Племянник Lil' Cease говорит детским голосом на автоответчике Бигги. Его сестра и её друзья сыграли роль разных женщин, которые оставляют сообщения.
Оригинальный бит оригинальной версии содержит семпл DeBarge «All This Love», и его можно найти на микстейпе D.J. Semi Ready to Die: The O.G. Version (2008).

## Другие версии
«One More Chance/Stay with Me (Remix)» (с участием Фэйт Эванс) — это официальный ремикс на оригинальную версию. У ремикса совершенно другое звучание в отличие от оригинала. Он был спродюсирован Rashad Smith и содержит семпл песни «Stay with Me» от DeBarge. Появляется на сингле и популярная версия. Для этой песни было сделано музыкальное видео. Видео было снято Хайпом Уильямсом, и в нём снялись Total, Luther Campbell, Heavy D, Mary J. Blige, Faith Evans, Spike Lee, Da Brat, Jermaine Dupri, D-Nice, Patra, Miss Jones, Queen Latifah, Craig Mack, Cypress Hill, Tyson Beckford, Aaliyah, Changing Faces, Kid Capri, Junior M.A.F.I.A., Zhane и Sean Combs.
«One More Chance (Hip Hop Remix)» (с участием Total) — также появляется на сингле и использует куплеты из ремикса «Stay with Me», за исключением того, что бит и припев отличаются. Ремикс также появляется на чистой версии альбома Ready to Die (вместо оригинала). Ремикс содержит семпл Lou Donaldson «Who’s Making Love?».
«Want That Old Thing Back» (с участием Ja Rule и Ralph Tresvant) — появляется на сборнике Greatest Hits и бонусном диске альбома Duets: The Final Chapter и содержит другой бит, а также припев от Ральфа Тресванта и куплет Ja Rule. Использует куплеты Бигги из оригинальной версии «One More Chance».
«Only One Thing» (с участием Lil' Kim) — появляется на микстейпе Mick Boogie Unbelievable и имеет припев и куплет Ким и использует первый куплет Бигги из оригинальной версии «One More Chance».
«Foolish» / «Unfoolish» — сингл от Ashanti. Песня использует семплы «Stay with Me» от DeBarge, использует тот же бит, что и ремикс «One More Chance» / «Stay with Me». Ремикс «Unfoolish» содержит первый куплет Бигги из «Fucking You Tonight». «Unfoolish» вошла на сборник ремиксов We Invented the Remix Vol. 1 и дебютный альбом Ashanti.
«One More Chance / The Legacy (Remix)» (с участием Фэйт Эванс и Си Джей Уоллеса (их сына)) — это официальный ремикс на ремикс «Stay with Me». Появляется на саундтреке биографического фильма The Notorious B.I.G., Ноториус.
Эта песня играла как дань уважения Бигги в турне Up in Smoke Tour, которое состоялось в 2000 году. Снуп Догг объявил, что Бигги был его другом, и он желал, чтобы у обоих были лучшие отношения до того, как он умер. Снуп Догг и Доктор Дре поставили эту песню как дань уважения Бигги.
«M.V.P» — это сингл Big L. Эта песня содержит семпл «Stay with Me» от DeBarge и имеет тот же метр и частоту, что и «One More Chance». Он был выпущен двумя месяцами ранее, чем сингл, и был спродюсирован Lord Finesse.

## Список композиций

### Винил12"
Сторона А
1. «One More Chance / Stay with Me» (Radio Edit 1) — 4:15
2. «One More Chance» (Hip Hop Mix) — 5:05
3. «One More Chance / Stay with Me» (Radio Edit 2) — 4:35
4. «One More Chance» (Hip Hop Instrumental) — 5:08

Сторона Б
1. «One More Chance» (Hip Hop Radio Edit) — 4:24
2. «The What» (Radio Edit) — 4:08
3. «One More Chance / Stay with Me» (Instrumental) — 4:35

### CD-сингл(макси-сингл)
1. «One More Chance / Stay with Me» (Radio Edit 1) — 4:17
2. «One More Chance» (Hip Hop Mix) — 5:07
3. «One More Chance / Stay with Me» (Radio Edit 2) — 4:37
4. «The What» (Radio Edit) — 4:00

### Аудиокассета
Сторона А
1. «One More Chance / Stay with Me» (Radio Edit 1) — 4:15
2. «One More Chance» (Hip Hop Radio Edit) — 4:24
3. «The What» (Radio Edit) — 4:00

Сторона Б
1. «One More Chance» (Hip Hop Mix) — 5:07
2. «One More Chance / Stay with Me» (Radio Edit 2) — 4:35

### Цифровая дистрибуция(iTunes/Apple) (2014)
1. «One More Chance / Stay With Me» (Radio Edit) — (4:15)
2. «One More Chance» (Hip Hop Mix) — (5:05)
3. «One More Chance» (Radio Edit 2) — (4:35)
4. «One More Chance» (Hip Hop Instrumental) — (5:03)
5. «One More Chance» (Hip Hop Radio Edit) — (4:19)
6. «The What» (Radio Edit) — (4:00)
7. «One More Chance / Stay With Me» (Instrumental) — (4:35)

## Чарты

### Еженедельные чарты
| Чарт (1995)                        | Высшая позиция |
| ---------------------------------- | -------------- |
| UK Singles Chart                   | 34             |
| Billboard Hot 100                  | 2              |
| Hot R&B/Hip-Hop Songs              | 1              |
| Hot Rap Songs                      | 1              |
| Canada (The Record)                | 7              |
| Новая Зеландия (Recorded Music NZ) | 48             |

### Итоговые годовые чарты (синглы)
| Год  | Песня                                  | Позиции в чартах                                |
| Год  | Песня                                  | Лучшие синглы США 1995 года по версии Billboard |
| ---- | -------------------------------------- | ----------------------------------------------- |
| 1995 | «One More Chance/Stay with Me (Remix)» | 23                                              |

## Сертификация
| Регион                                                      | Сертификация | Продажи    |
| ----------------------------------------------------------- | ------------ | ---------- |
| США (RIAA) · «One More Chance/Stay with Me (Remix)»         | Платиновый   | 1,000,000^ |
| ^ Данные о тиражах приведены только на основе сертификации. |              |            |

## Награды и номинации
В 1995 году «One More Chance/Stay with Me (Remix)» выиграл в категории «Рэп-сингл года» на церемонии Billboard Music Awards, а также победил в категории «R&B/Soul или рэп-песня года» на церемонии Soul Train Music Awards в 1996 году.
| Награда                 | Год  | Номинированная работа                                     | Категория                   | Результат |
| ----------------------- | ---- | --------------------------------------------------------- | --------------------------- | --------- |
| Billboard Music Awards  | 1995 | «One More Chance/Stay with Me (Remix)» (with Faith Evans) | Рэп-сингл года              | Победа    |
| Soul Train Music Awards | 1996 | «One More Chance/Stay with Me (Remix)» (with Faith Evans) | R&B/Soul или рэп-песня года | Победа    |